# Sabana Yegua
Sabana Yegua är en ort i Dominikanska republiken.   Den ligger i provinsen Ázua, i den centrala delen av landet, 110 km väster om huvudstaden Santo Domingo. Sabana Yegua ligger 393 meter över havet och antalet invånare är 10 624.
Terrängen runt Sabana Yegua är huvudsakligen kuperad, men den allra närmaste omgivningen är platt. Runt Sabana Yegua är det ganska tätbefolkat, med 86 invånare per kvadratkilometer. Sabana Yegua är det största samhället i trakten. Omgivningarna runt Sabana Yegua är en mosaik av jordbruksmark och naturlig växtlighet.